# 4450 Pan
A 4450 Pan (ideiglenes jelöléssel 1987 SY) egy földközeli kisbolygó. Carolyn Shoemaker,  Eugene Merle Shoemaker fedezte fel 1987. szeptember 25-én.